# Ducado de Denia y Tarifa

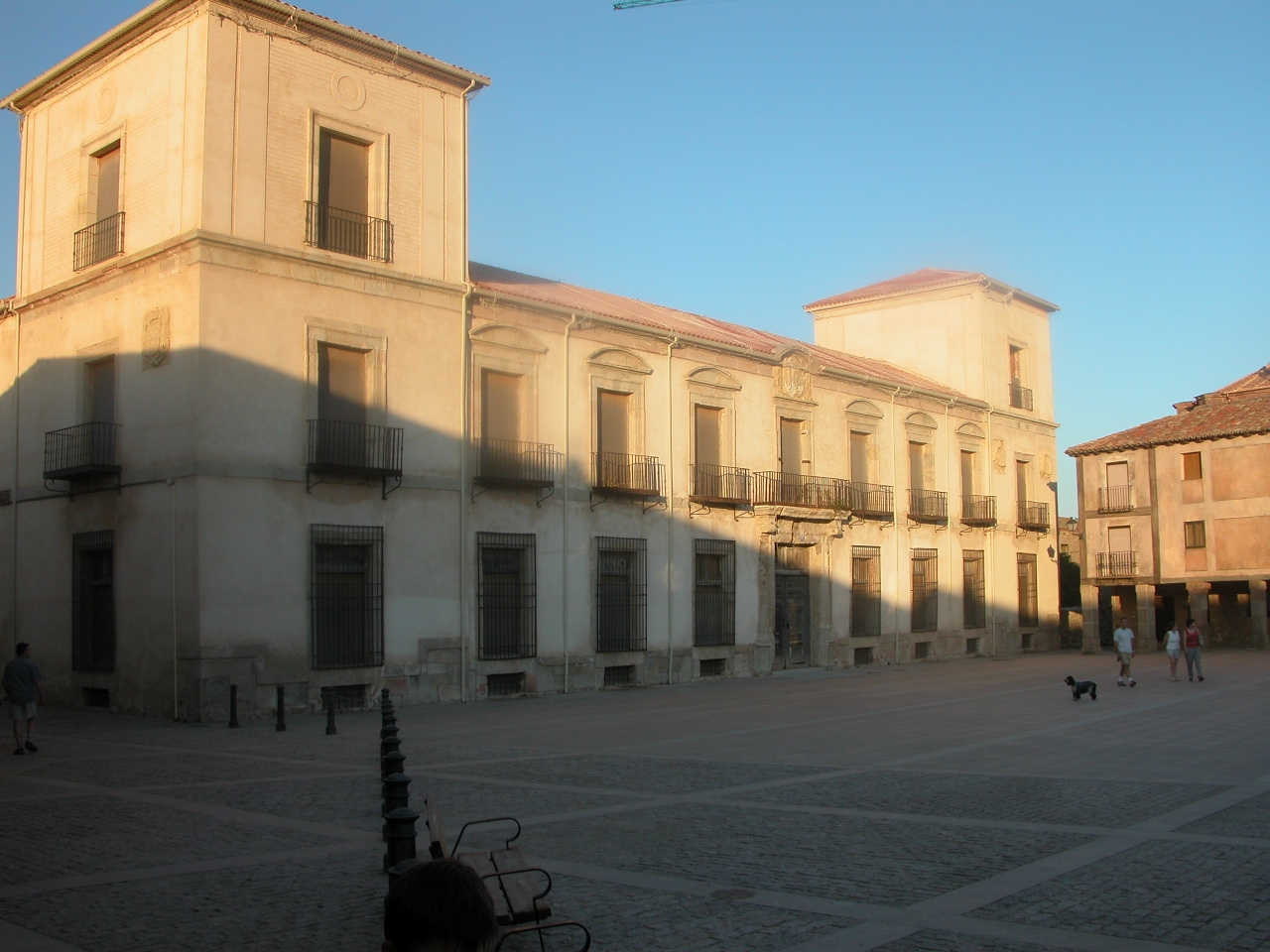
Palacio de los duques de Medinaceli en Medinaceli (Soria). Cabeza del ducado.

El ducado de Denia y Tarifa  es el título nobiliario español creado por el rey Alfonso XII el 28 de junio de 1882 a favor de Ángela María Apolonia Pérez de Barradas y Bernuy, duquesa viuda de Medinaceli e hija de Fernando Pérez de Barradas y Arias de Saavedra, ix marqués de Peñaflor, vii marqués de Cortes de Graena y de María del Rosario de Bernuy y Aguayo, hija mayor de Juan Bautista de Bernuy y Valda, vii marqués de Benamejí. El nombre del ducado se refiere a los municipios españoles de Denia y Tarifa, vinculados a la casa de Medinaceli a través de los títulos de marqués de Denia y marqués de Tarifa. 
El 22 de diciembre de 1886 ambos títulos fueron separados por la reina regente María Cristina de Habsburgo, en nombre de su hijo el rey Alfonso XIII. En 1890 la duquesa le cedió a su hijo Carlos Fernández de Córdoba y Pérez de Barradas, el Ducado de Tarifa, con la intención de fundar en él la Casa de Denia y Tarifa, ya que a su muerte este hijo recibiría también el ducado de Denia. Sin embargo al morir este sin descendencia, dichos títulos se incorporaron a la jefatura de la casa de Medinaceli, en la persona de su sobrino Luis Fernández de Córdoba y Salabert, xvii duque de Medinaceli, hijo de su hermano mayor Luis Fernández de Córdoba y Pérez de Barradas, xvi duque de Medinaceli,  primogénito de Ángela María Apolonia Pérez de Barradas y Bernuy.

## Duques de Denia y Tarifa
|                          | Titular                                          | Periodo                  |
| Creación por Alfonso XII | Creación por Alfonso XII                         | Creación por Alfonso XII |
| ------------------------ | ------------------------------------------------ | ------------------------ |
| i                        | Ángela María Apolonia Pérez de Barradas y Bernuy | 1882-1886                |

|     | Titular                                                                 | Periodo             | Periodo          |  |
|     | Creación por Alfonso XIII                                               | Duques de Denia     | Duques de Tarifa |  |
| --- | ----------------------------------------------------------------------- | ------------------- | ---------------- |  |
| i   | Ángela María Apolonia Pérez de Barradas y Bernuy                        | 1886-1903           | 1886-1890        |  |
| ii  | Carlos María de Constantinopla Fernández de Córdoba y Pérez de Barradas | 1904-1931           | 1890-1931        |  |
| iii | Luis Jesús Fernández de Córdoba y Salabert                              | 1941-1956           | 1941-1956        |  |
| iv  | Victoria Eugenia Fernández de Córdoba y Fernández de Henestrosa         | 1959-2013           | 1959-2013        |  |
| v   | Victoria Elisabeth de Hohenlohe-Langenburg                              | 2018-actual titular | –                |  |

## Historia de los duques de Denia y duques de Tarifa
- Ángela María Apolonia Pérez de Barradas y Bernuy  (1827-1903), i duquesa de Denia y Tarifa (luego, i duquesa de Denia y i duquesa de Tarifa).

1. Casó, en primeras nupcias, con Luis Antonio de Villanueva Fernández de Córdoba Figueroa y Ponce de León, xv duque de Medinaceli, xiv duque de Feria, xiii duque de Alcalá de los Gazules, xv duque de Segorbe, xvi duque de Cardona, xii duque de Camiña, v duque de Santisteban del Puerto ; xiv marqués de Comares, ix marqués de Puebla de Alfajarín, xvi marqués de Villareal etc.; xvi conde del Risco, xiii de Santa Gadea, xiv de Zafra, xix de Ossona, xvi de Medellín, xv de Alcoutim, etc.; vizconde de Cabrera, de Bas, y de Villamur; barón de Antella.
2. En segundas nupcias casó con Luis Sebastián de León y Cataumber, del que no hubo descendientes. Le sucedió, de su primer matrimonio, su hijo:

- Carlos María de Constantinopla Fernández de Córdoba y Pérez de Barradas (1864-1931), ii duque de Denia y ii duque de Tarifa, xvi duque de Segorbe, barón de Antella. Gentilhombre grande de España con ejercicio y servidumbre del Rey Alfonso XIII. El ii duque de Denia y Tarifa vestido de montería en La Umbría de Santa María, Sevilla, 1924

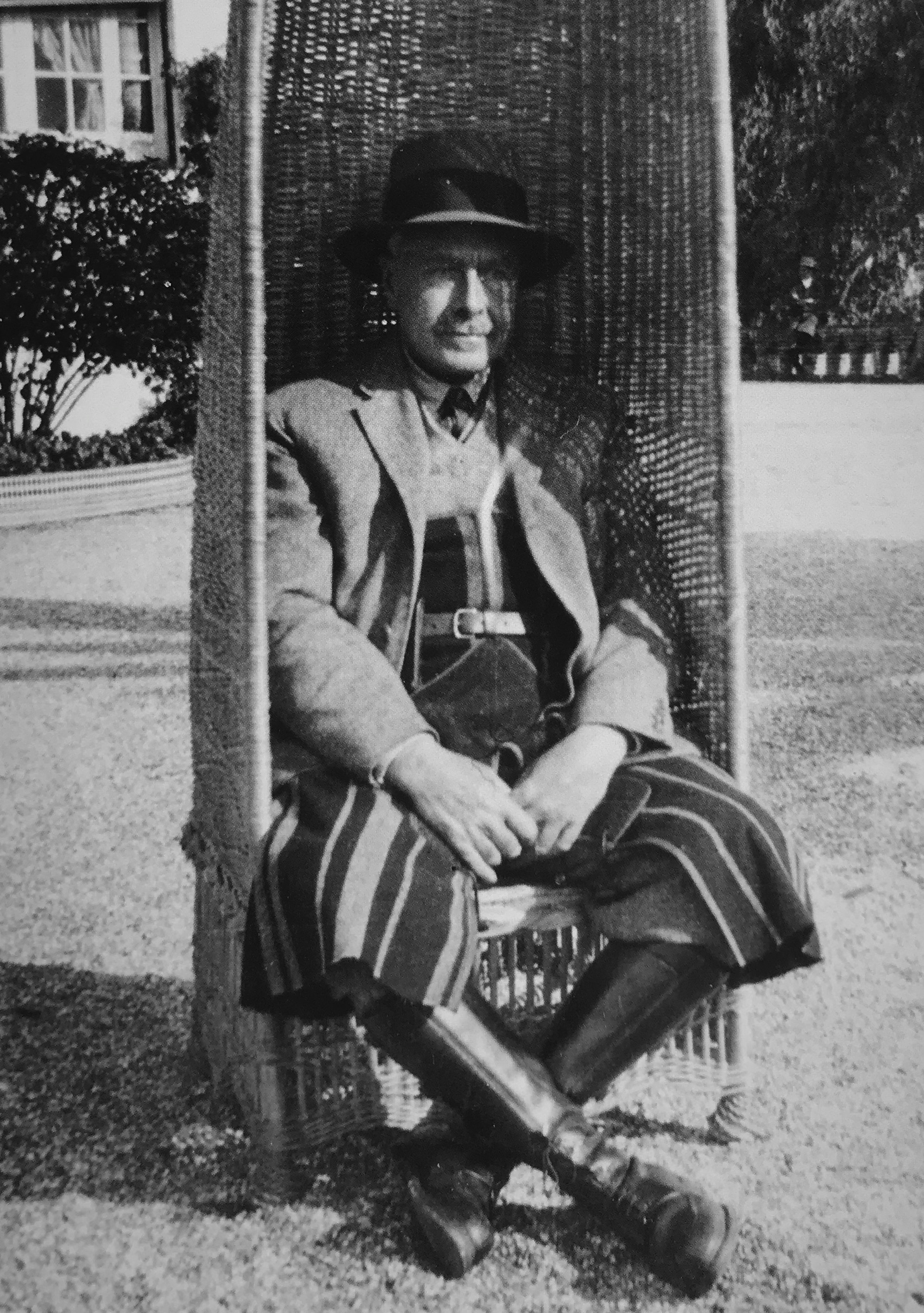
El ii duque de Denia y Tarifa vestido de montería en La Umbría de Santa María, Sevilla, 1924

1. Casó con María de los Ángeles de Medina y Garvey, Dama de la Reina Victoria Eugenia de España, hija del tercer marqués de Esquivel. No tuvieron descendientes, por lo que le sucedió su sobrino:

- Luis Jesús Fernández de Córdoba y Salabert (1880-1956), iii duque de Denia y iii duque de Tarifa, xvii Duque de Medinaceli, xvii duque de Segorbe, barón de Antella, etc. hijo póstumo de Luis Fernández de Córdoba y Pérez de Barradas,( hermano mayor de Carlos María de Constantinopla Fernández de Córdoba y Pérez de Barradas), xvi duque de Medinaceli y de su segunda mujer Casilda Remigia de Salabert y Arteaga, xi duquesa de Ciudad Real, ix marquesa de la Torrecilla, vii condesa de Ofalia y condesa de Aramayona.

1. Casó con Ana María Fernández de Henestrosa y Gayoso de los Cobos, Dama de la Reina Victoria Eugenia de España, hija de Ignacio Fernández de Henestrosa y Ortiz de Mioño, x conde de Moriana del Río, viii marqués de Cilleruelo y de Francisca de Borja Gayoso de los Cobos y Sevilla XV marquesa de Camarasa, xviii condesa de Castrojeriz, condesa de Ricla. En segundas nupcias casó con María de la Concepción Rey y de Pablo-Blanco. Le sucedió, de su primer matrimonio, su hija:

- Victoria Eugenia Férnandez de Córdoba y Fernández de Henestrosa (n. 1917), iv duquesa de Denia y iv duquesa de Tarifa, xviii Duquesa de Medinaceli, xvii marquesa de Villalba, xix marquesa de Denia, xix marquesa de Tarifa, etc.

1. Casó con Rafael de Medina y de Vilallonga. Su biznieta:

- Victoria Elisabeth de Hohenlohe-Langenburg (n. 1998), v duquesa de Denia y Tarifa, xx duquesa de Medinaceli, xvii duquesa de Alcalá de los Gazules y xiv duquesa de Camiña.

## Descendientes
La iv duquesa distribuyó algunos de sus títulos entre sus hijos:
- Ana de Medina y Fernández de Córdoba, xii marquesa de Navahermosa, ix condesa de Ofalia. y nueva heredera desde el año 2006; casada y divorciada del Príncipe Max de Hohenlohe, tienen dos hijos varones (Marcos, que la sucedió en los derechos, y Pablo) y una hija (Flavia). Fallecida un año antes que su madre, en 2012.

- Luis de Medina y Fernández de Córdoba, xvii marqués de Cogolludo  como heredero del ducado de Medinaceli, ix duque de Santisteban del Puerto, marqués de Solera. Dejó de ser el heredero en 2006 por la Ley de Igualdad de sexos. Falleció en 2011, casado, con dos hijas.

- Rafael de Medina y Fernández de Córdoba (1942-2001), xix duque de Feria, xviii marqués de Villalba que casó con Natividad Abascal y Romero-Toro. Tuvo dos hijos.

- Ignacio Medina y Fernández de Córdoba, xix duque de Segorbe, ix conde de Moriana del Río, liii conde de Ampurias. Presidente de la Fundación Medinaceli por deseo de su madre, casado con la princesa Esperanza de Brasil, princesa de Orleans, tiene dos hijas.